# Beat the Boots
Beat the Boots je box set složený z koncertních nahrávek Franka Zappy, vydaný v roce 1991. V roce 1992 vyšlo pokračování Beat the Boots II.

## Seznam skladeb
| As an Am | As an Am                | As an Am |
| Pořadí   | Název                   | Délka    |
| -------- | ----------------------- | -------- |
| 1.       | That Makes Me Mad       | 0:51     |
| 2.       | Young & Monde           | 11:24    |
| 3.       | Sharleena               | 9:09     |
| 4.       | Black Napkins           | 3:58     |
| 5.       | Black Page #2           | 7:12     |
| 6.       | The Torture Never Stops | 11:03    |

| The Ark | The Ark                       | The Ark |
| Pořadí  | Název                         | Délka   |
| ------- | ----------------------------- | ------- |
| 1.      | Intro                         | 0:56    |
| 2.      | Big Leg Emma                  | 3:42    |
| 3.      | Some Ballet Music             | 7:16    |
| 4.      | Status Back Baby              | 5:48    |
| 5.      | Valarie                       | 3:30    |
| 6.      | My Guitar                     | 6:46    |
| 7.      | Uncle Meat/King Kong (Medley) | 23:49   |

| Freaks & Mother*#@%! | Freaks & Mother*#@%!           | Freaks & Mother*#@%! |
| Pořadí               | Název                          | Délka                |
| -------------------- | ------------------------------ | -------------------- |
| 1.                   | Happy Together                 | 1:25                 |
| 2.                   | Wino Man-with Dr. John Routine | 7:44                 |
| 3.                   | Concentration Moon             | 1:18                 |
| 4.                   | Palladin Routine               | 1:14                 |
| 5.                   | Call Any Vegetable             | 8:56                 |
| 6.                   | Little House I Used to Live In | 4:26                 |
| 7.                   | Mudshark Variations            | 1:10                 |
| 8.                   | Holiday in Berlin              | 3:33                 |
| 9.                   | Sleeping in a Jar              | 7:23                 |
| 10.                  | Cruisin' for Burgers           | 2:52                 |

| Unmitigated Audacity | Unmitigated Audacity                   | Unmitigated Audacity |
| Pořadí               | Název                                  | Délka                |
| -------------------- | -------------------------------------- | -------------------- |
| 1.                   | Dupree's Paradise/It Can't Happen Here | 3:12                 |
| 2.                   | Hungry Freaks, Daddy                   | 2:46                 |
| 3.                   | You're Probably Wondering Why I'm Here | 2:44                 |
| 4.                   | How Could I Be Such a Fool?            | 3:42                 |
| 5.                   | I Ain't Got No Heart                   | 2:20                 |
| 6.                   | I'm Not Satisfied                      | 2:18                 |
| 7.                   | Wowie Zowie                            | 3:18                 |
| 8.                   | Let's Make the Water Turn Black        | 2:23                 |
| 9.                   | Harry, You're a Beast                  | 0:53                 |
| 10.                  | Oh No                                  | 8:14                 |
| 11.                  | More Trouble Every Day                 | 7:53                 |
| 12.                  | Louie Louie                            | 1:55                 |
| 13.                  | Camarillo Brillo                       | 5:07                 |

| Anyway the Wind Blows (Disk 1) | Anyway the Wind Blows (Disk 1) | Anyway the Wind Blows (Disk 1) |
| Pořadí                         | Název                          | Délka                          |
| ------------------------------ | ------------------------------ | ------------------------------ |
| 1.                             | Watermelon in Easter Hay       | 4:27                           |
| 2.                             | Dead Girls of London           | 2:38                           |
| 3.                             | I Ain't Got No Heart           | 2:11                           |
| 4.                             | Brown Shoes Don't Make It      | 7:29                           |
| 5.                             | Cosmik Debris                  | 4:11                           |
| 6.                             | Tryin' to Grow a Chin          | 3:34                           |
| 7.                             | City of Tiny Lites             | 9:25                           |
| 8.                             | Dancin' Fool                   | 3:31                           |
| 9.                             | Easy Meat                      | 6:40                           |

| Anyway the Wind Blows (Disk 2) | Anyway the Wind Blows (Disk 2)       | Anyway the Wind Blows (Disk 2) |
| Pořadí                         | Název                                | Délka                          |
| ------------------------------ | ------------------------------------ | ------------------------------ |
| 1.                             | Jumbo Go Away                        | 3:44                           |
| 2.                             | Andy                                 | 5:21                           |
| 3.                             | Inca Roads                           | 5:42                           |
| 4.                             | Florentine Pogen                     | 5:26                           |
| 5.                             | Honey, Don't You Want a Man Like Me? | 4:33                           |
| 6.                             | Keep It Greasey                      | 3:31                           |
| 7.                             | The Meek Shall Inherit Nothing       | 3:24                           |
| 8.                             | Another Cheap Aroma                  | 2:38                           |
| 9.                             | Wet T-Shirt Night                    | 2:29                           |
| 10.                            | Why Does It Hurt When I Pee?         | 2:38                           |
| 11.                            | Peaches en Regalia                   | 3:40                           |

| Tis the Season to Be Jelly | Tis the Season to Be Jelly                | Tis the Season to Be Jelly |
| Pořadí                     | Název                                     | Délka                      |
| -------------------------- | ----------------------------------------- | -------------------------- |
| 1.                         | You Didn't Try to Call Me                 | 3:12                       |
| 2.                         | Petroushka                                | 0:52                       |
| 3.                         | Bristol Stomp                             | 0:45                       |
| 4.                         | Baby Love                                 | 0:47                       |
| 5.                         | Big Leg Emma                              | 2:09                       |
| 6.                         | No Matter What You Do (Tchaikovsky's 6th) | 2:41                       |
| 7.                         | Blue Suede Shoes                          | 0:53                       |
| 8.                         | Hound Dog                                 | 0:14                       |
| 9.                         | Gee                                       | 1:52                       |
| 10.                        | King Kong                                 | 14:18                      |
| 11.                        | It Can't Happen Here                      | 9:18                       |

| Saarbrücken 1978 | Saarbrücken 1978                     | Saarbrücken 1978 |
| Pořadí           | Název                                | Délka            |
| ---------------- | ------------------------------------ | ---------------- |
| 1.               | Dancin' Fool                         | 3:42             |
| 2.               | Easy Meat                            | 5:05             |
| 3.               | Honey, Don't You Want a Man Like Me? | 4:15             |
| 4.               | Keep It Greasey                      | 3:31             |
| 5.               | Village of the Sun                   | 6:20             |
| 6.               | The Meek Shall Inherit Nothing       | 3:45             |
| 7.               | City of Tiny Lites                   | 6:43             |
| 8.               | Pound for a Brown                    | 6:36             |
| 9.               | Bobby Brown (Goes Down)              | 2:56             |
| 10.              | Conehead                             | 3:33             |
| 11.              | Flakes                               | 5:01             |
| 12.              | Magic Fingers                        | 2:30             |
| 13.              | Don't Eat the Yellow Snow            | 3:52             |
| 14.              | Nanook Rubs It                       | 1:47             |
| 15.              | St. Alfonzo's Pancake Breakfast      | 6:42             |
| 16.              | Bamboozled by Love                   | 6:45             |

| Piquantique | Piquantique       | Piquantique |
| Pořadí      | Název             | Délka       |
| ----------- | ----------------- | ----------- |
| 1.          | Kung Fu           | 2:12        |
| 2.          | RDNZL             | 4:26        |
| 3.          | Dupree's Paradise | 11:25       |
| 4.          | T'Mershi Duween   | 1:55        |
| 5.          | Farther O'Blivion | 20:41       |